# Raguviškiai

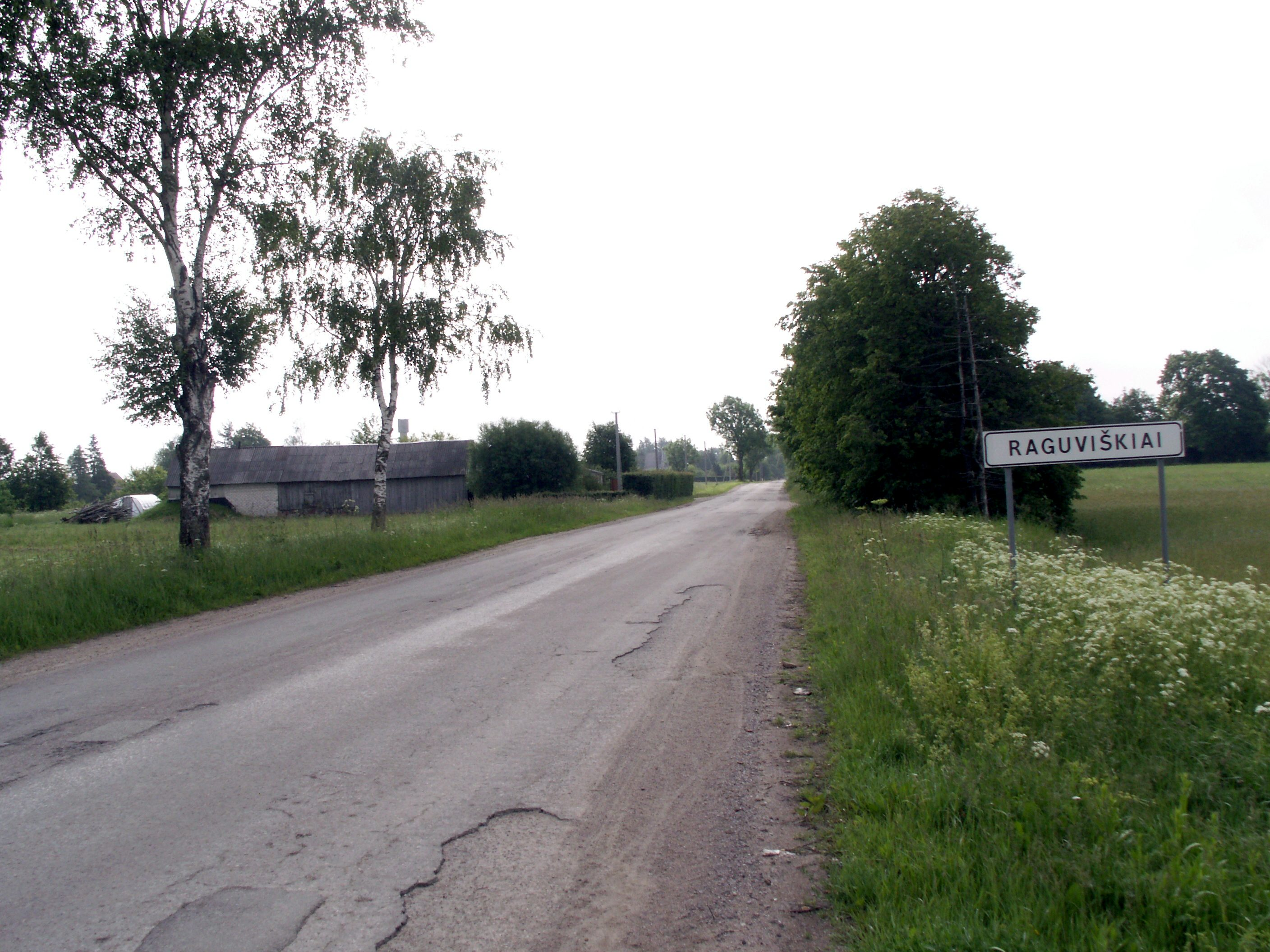

Raguviškiai ist ein Dorf mit 332 Einwohnern (Stand 2011) in Litauen, in der Rajongemeinde Kretinga, 9 km nach Osten von der Stadt Kretinga, am rechten Ufer der Minija. Es ist das Zentrum von Amtsbezirk Žalgiris. Es gibt eine Grundschulabteilung der Marijonas-Daujotas-Mittelschule Kretinga, eine Filiale der Motiejus-Valančius-Bibliothek, einen Friedhof.